# Universitätsbibliothek Bamberg
Die Universitätsbibliothek Bamberg ist eine zentrale Dienstleistungseinrichtung der Otto-Friedrich-Universität Bamberg. Die Universitätsbibliothek ist Mitglied im Bibliotheksverbund Bayern. Mit 1,6 Millionen Medien gehört sie zu den großen Bibliotheken in Bayern.

## Geschichte
Die Anfänge der Universität Bamberg gehen auf das „Seminarium Ernestinum“ zurück, das im Jahr 1586 gegründet wurde. Nach der Säkularisation 1802/1803 wurden die zum ehemaligen Hochstift Bamberg gehörenden Stifte und Klöster aufgelöst und die damalige Bamberger Universität aufgehoben. Die Bibliotheken dieser Einrichtungen führte man in der 1803 gegründeten Kurfürstlichen Bibliothek zusammen, deren Bezeichnung sich mit den politischen Verhältnissen wandelte: ab 1806 hieß sie Königliche Bibliothek, ab 1918 Staatliche Bibliothek. Im Jahre 1965 erfolgte unter Fridolin Dreßler der Umzug der nun als Staatsbibliothek Bamberg bezeichneten Bibliothek mit den Beständen der alten Universität vom Jesuitenkolleg in die Neue Residenz auf dem Domberg. 
Die Philosophisch-Theologische Hochschule konnte den historischen, 1791 vollendeten Bibliothekssaal übernehmen. 1973 entstand die heutige Universitätsbibliothek als Bibliothek der Gesamthochschule Bamberg aus dem Zusammenschluss der Bibliotheken der Philosophisch-Theologischen Hochschule und der Pädagogischen Hochschule Bamberg. 1979 erfolgte die Umbenennung der einzigen staatlichen Gesamthochschule Bayerns in eine Universität.

## Aufbau
Die Universitätsbibliothek Bamberg gliedert sich in die Standorte
- Teilbibliothek 1, mit historischem Bibliothekssaal im ehemaligen Jesuitenkolleg. Hier war nach dem Auszug der Staatsbibliothek Bamberg im Jahre 1966 die Zentralbibliothek der Philosophisch-Theologischen Hochschule untergebracht.
- Teilbibliothek 2, seit 1992 im Gebäude der Fakultät Humanwissenschaften, dem so genannten Marcushaus
- Teilbibliothek 3, am Standort Feldkirchenstraße mit der Zentralbibliothek (Bibliotheksverwaltung)
- Teilbibliothek 4, seit 2004 im Neubau im Burgershof
- Teilbibliothek 5, für den Bereich Geschichts- und Geowissenschaften in der Nähe des Alten Rathauses
- ERBA-Bibliothek, zum Wintersemester 2012/13 im neu errichteten Universitätsgebäude auf der ERBA-Insel eröffnet

## Bestand
Der Buch- und Medienbestand der Bibliothek umfasst rund 1,6 Millionen Medieneinheiten. Die historischen Bestände der 1803 aufgelösten Universität werden nicht in der Universitätsbibliothek, sondern in der Staatsbibliothek Bamberg verwahrt.